# Воротник, Степан Григорьевич
Степан Григорьевич Воротник (1908—1991) — майор Советской Армии, участник Великой Отечественной войны, Герой Советского Союза (1944).

## Биография
Степан Воротник родился 6 января 1908 года в селе Нехвороща (ныне — Новосанжарский район Полтавской области Украины) в крестьянской семье. Окончил шесть классов неполной средней школы, затем курсы механизаторов. Работал трактористом, затем бригадиром тракторной бригады. В 1930 году Воротник был призван на службу в Рабоче-крестьянскую Красную Армию. В 1934 году он окончил Харьковскую военно-авиационную школу лётчиков и лётнабов, после чего служил лётчиком в различных авиационных частях Киевского военного округа. С июня 1941 года — на фронтах Великой Отечественной войны. Участвовал в боях под Сталинградом, освобождении Украины и Крыма. В декабре 1943 года был сбит, но сумел добраться до своих.
К лету 1944 года капитан Степан Воротник командовал эскадрильей 503-го штурмового авиаполка 206-й штурмовой авиадивизии 8-й воздушной армии 4-го Украинского фронта. К тому времени он совершил 128 успешных боевых вылетов.
Указом Президиума Верховного Совета СССР от 2 августа 1944 года за «образцовое выполнение боевых заданий командования по уничтожению живой силы и техники противника и проявленные при этом мужество и героизм» капитан Степан Воротник был удостоен высокого звания Героя Советского Союза с вручением ордена Ленина и медали «Золотая Звезда» за номером 3987.
После окончания войны Воротник продолжал службу в Советской Армии. В 1953 году он окончил Краснодарскую высшую офицерскую школу штурманов. В 1954 году в звании майора Воротник был уволен в запас. Проживал в Чернигове. Умер 3 декабря 1991 года, похоронен на Яцевском кладбище Чернигова.
Был также награждён четырьмя орденами Красного Знамени, орденами Отечественной войны 1-й степени и Красной Звезды, а также рядом медалей.